# دونيا فريجينا
دونجا فريزينا (Доња Врежина) هي مدينة في مقاطعة بار في صربيا.
يبلغ عدد سكانها حوالي 5219 نسمة.